# 次高太魯閣國立公園

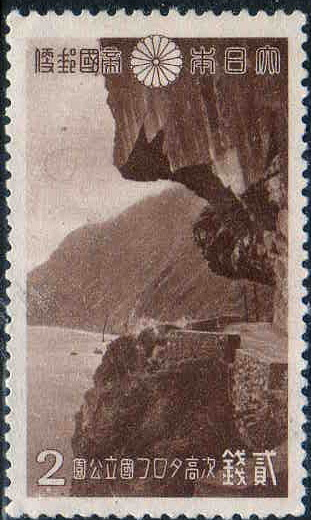
日本的東海岸悬崖邮票（1941年发行）

次高太魯閣國立公園，為日治時期成立於台灣的國家公園，為日本在戰前面積最大的國立公園，範圍約為今太魯閣國家公園和雪霸國家公園。

## 介紹
次高太魯閣國立公園的範圍橫跨臺北州、臺中州和花蓮港廳，為日本戰前面積最大的國立公園，其大部分的土地皆為屬於國有地的蕃地，且有大面積的原始林。此國立公園內有多數地區海拔超過三千公尺，包含南湖大山、中央尖山、畢祿山、合歡山、奇萊主峰、能高山、大霸尖山、次高山、大雲山等山。其特點是多種河川侵蝕造成的地理景象，以太魯閣峽谷、大甲溪、東海岸和原住民部落最具特色。主要的景點包含霧社、合歡山、次高山、松嶺、太魯閣峽谷、木瓜溪、臨海道路和大甲溪。次高太魯閣國立公園主要觀光路線如下，因大部分皆位於蕃地，需在霧社、東勢和天祥（タビト）出示入蕃許可。
- 合歡山路線（台中—合歡山—天祥—花蓮港）
  - 第一日：台中—眉溪—霧社，住櫻旅館
  - 第二日：霧社—合歡山，住合歡山宿泊所
  - 第三日：合歡山—關原，住關原駐在所
  - 第四日：關原—西拉歐卡（セラオカ），住セラオカ駐在所
  - 第五日：西拉歐卡—塔比多 （タビト，今天祥），住タビト俱樂部
  - 第六日：天祥—仙賓橋—花蓮港
- 大甲溪路線（豐原—思源埡口—羅東）
  - 第一日：豐原—久良—明治溫泉，住明治溫泉
  - 第二日：明治溫泉—達見，住達見駐在所
  - 第三日：達見—平岩山，住平岩山駐在所
  - 第四日：平岩山—思源埡口（ビヤナン鞍部），住ビヤナン鞍部駐在所
  - 第五日：思源啞口—シキクン（四季），住シキクン鞍部駐在所
  - 第六日：シキクン—土場—羅東
- 思源啞口路線
  - 大甲溪路線從羅東逆行至平岩山，然後一路前往霧社
- 能高路線（台中—東能高—花蓮港）
  - 第一日：台中—眉溪—霧社，住櫻旅館
  - 第二日：霧社—尾上，住尾上駐在所
  - 第三日：尾上—東能高，住東能高駐在所
  - 第四日：東能高—坂邊，住坂邊駐在所
  - 第五日：坂邊—銅門—花蓮港[3]

## 歷史
- 1931年：東臺灣勝地宣傳協會成立
- 1932年：田村剛至太魯閣調查
- 1933年：國立公園調查會第一次會議
- 1934年：國立公園調查會第二次會議
- 1935年：田村剛至大甲溪上游調查、臺灣國立公園協會成立、國立公園法施行、東臺灣勝地宣傳協會改稱太魯閣國立公園協會
- 1936年：決定國立公園候補地[4]
- 1937年：台灣總督府國立公園委員會指定次高・太魯閣一帶為國立公園
- 1941年：太平洋戰爭爆發，台灣總督府廢止「台灣國立公園委員會官制」[5]
- 1945年：日本戰敗，「次高太魯閣國立公園」廢止
- 1986年：太魯閣一帶成立「太魯閣國家公園」
- 1992年：雪山（次高山）一帶成立「雪霸國家公園」

## 關聯區域
1937年（昭和12年）
- 台北州（4,400公頃，1.6%）
  - 羅東郡：蕃地（今宜蘭縣大同鄉、南澳鄉）
- 新竹州（21,110公頃，7.7%）
  - 竹東郡：蕃地（今新竹縣尖石鄉）
  - 大湖郡：蕃地（今苗栗縣泰安鄉）
- 台中州（125,630公頃，46.1%）
  - 東勢郡：蕃地（今台中市和平區）
  - 能高郡：蕃地（今南投縣仁愛鄉）
- 花蓮港廳（121,450公頃，44.6%）
  - 花蓮郡：花蓮港街（今花蓮市）、吉野庄（今吉安鄉）、蕃地（今秀林鄉）

## 外部連結
- 太魯閣國家公園 （页面存档备份，存于）
- 雪霸國家公園 （页面存档备份，存于）